# Vuurtoren van Knokke

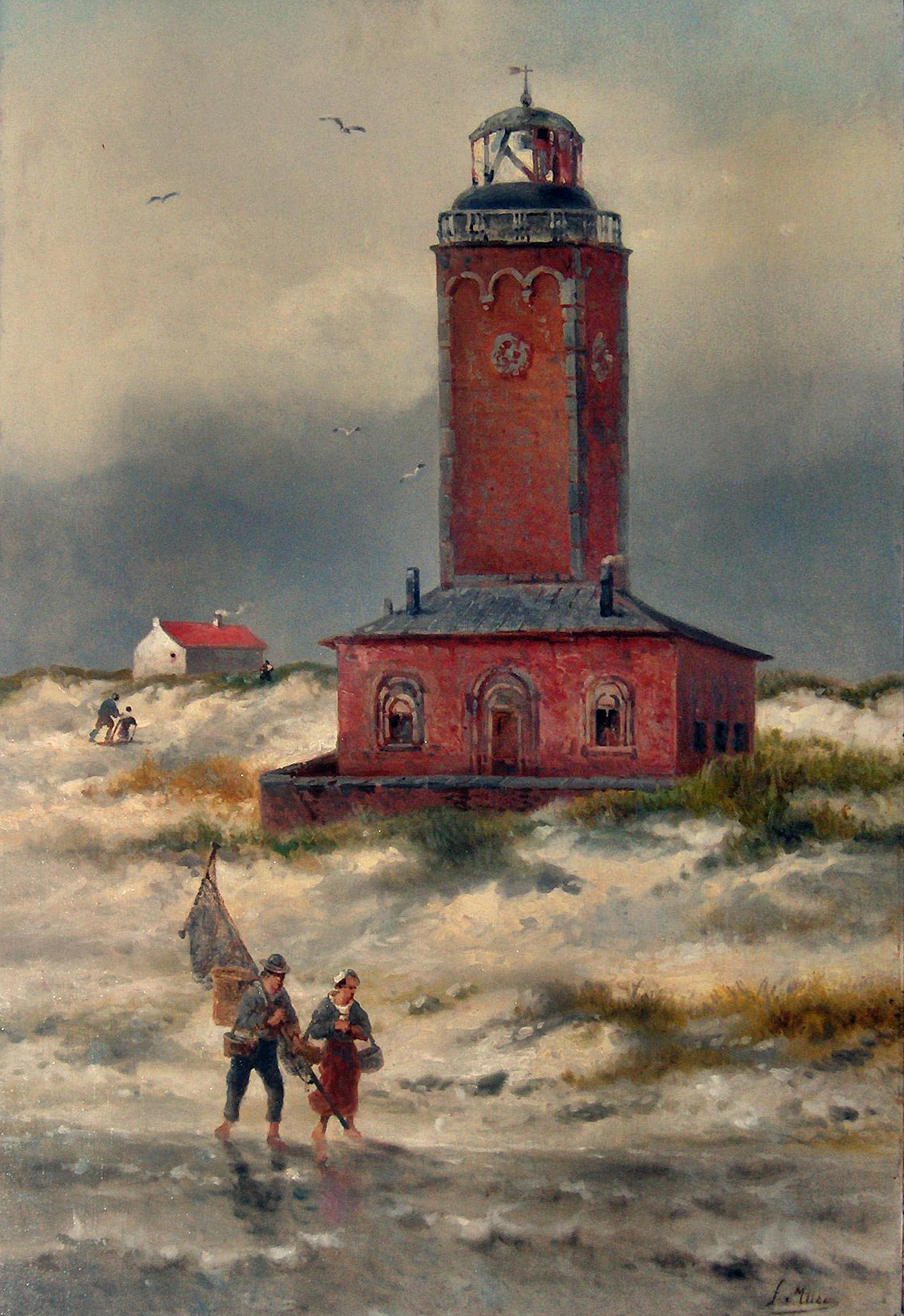
Oude vuurtoren met garnaalvisser, een schilderij met de vuurtoren van Knokke, door François Musin (eind 19e eeuw)

De vuurtoren van Knokke, in de Belgische gemeente Knokke-Heist, stond van 1872 tot 1952 op de plaats van het huidige kantoor van de gemeentelijke toeristische dienst op de Zeedijk bij het Lichttorenplein.

## Geschiedenis
Voor de kust van Knokke ligt een zandbank, genaamd De Paardenmarkt. Regelmatig leden schepen die de Westerschelde opvoeren hier schipbreuk. In de 19de eeuw steeg het aantal schipbreuken als gevolg van de toenemende trafiek van en naar de haven van Antwerpen. Een deugdelijke signalisatie van de vaargeul werd noodzakelijk. In 1854 legde de Belgische marine tijdelijk een tot observatie- en lichtschip omgebouwd ijzeren vaartuig voor de Paardenmarkt, in verband de internationale spanningen rond de Krimoorlog. Een definitieve oplossing kwam er in 1870, toen beslist werd tot de bouw van een vuurtoren.
De vuurtoren werd in opdracht van de Belgische rijksoverheid gebouwd in de duinen op een paar kilometer van de toenmalige dorpskern van Knokke, nabij de plek waar sinds 1840 een loods van de zeereddingsdienst stond. Hij werd in 1872 in gebruik genomen. Het was een stevige bakstenen toren op vierkant grondplan, bekroond door een smaller rond lichthuis. De voet van de toren was omsloten door een eveneens vierkant gebouw met verblijfsruimten voor de vuurtorenwachters. Aanvankelijk was de toren voorzien van een vast licht. In 1908 werd dit vervangen door een draaiend lenzenstelsel in een draaibak met kwik. 

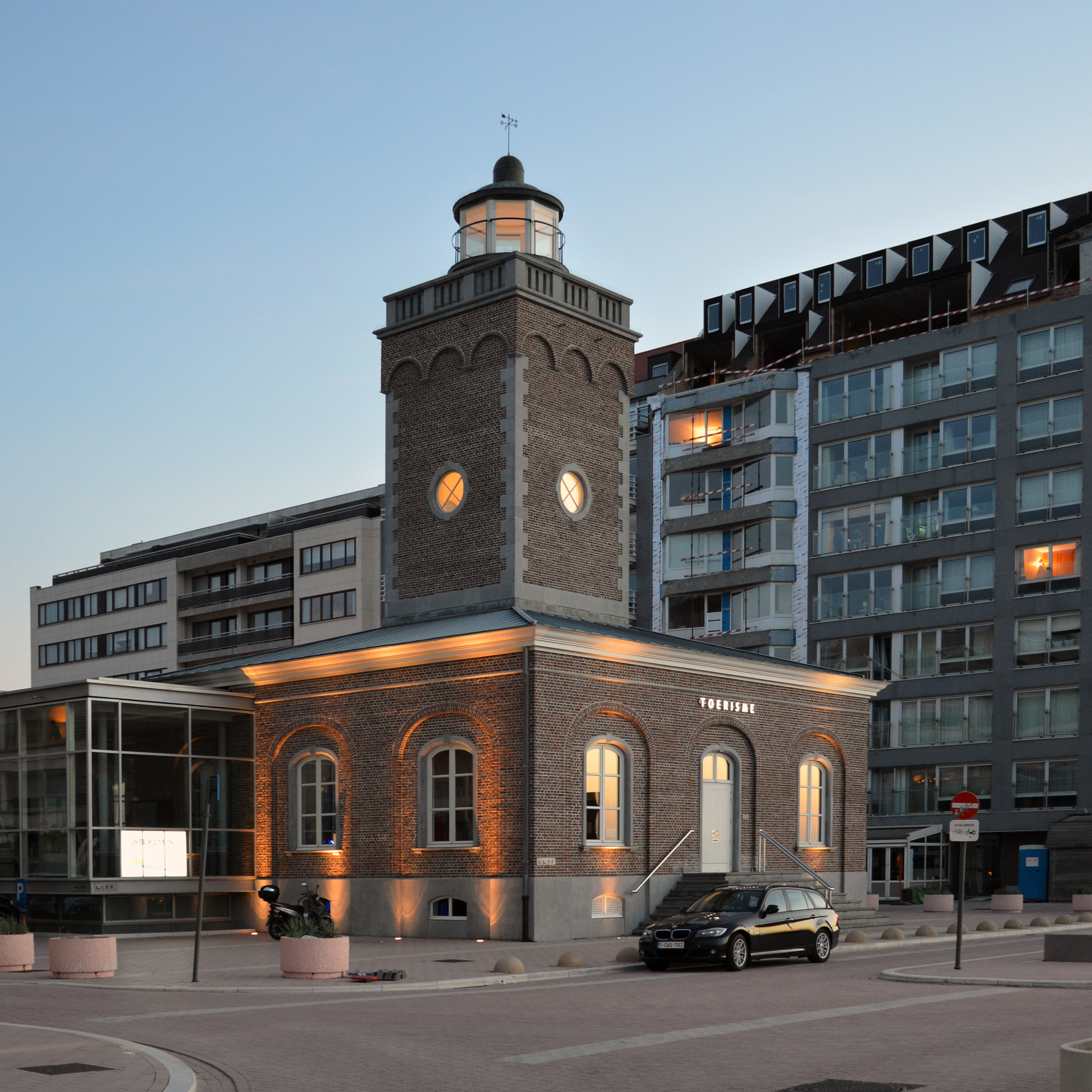
De replica van de vuurtoren uit 1872, opgericht in 2007.

Bij het begin van de Eerste Wereldoorlog werd het lichthuis vernield. Het werd pas in 1920-1921 hersteld, waarna in 1922 nog aanzienlijke onderhoudswerken aan het gebouw plaatsvonden. In het interbellum was er in de benedenruimten van het vuurtorengebouw tijdelijk een oorlogsmuseum ondergebracht. Tijdens de Tweede Wereldoorlog werd de installatie opnieuw vernield, maar bleef het gebouw vrij intact. Het werd wel, met dichtgemetselde ramen, ingeschakeld in de Atlantikwall. Na de oorlog werd de vuurtoren, die inmiddels al lang door hotels en andere gebouwen van de sterk aangegroeide badplaats omringd was, niet meer hersteld. Hij werd in 1952 gesloopt om plaats te maken voor een stadsplein (het Lichttorenplein) en een VVV-kantoor. 
Dit laatste werd in 2007 vervangen door een nieuw VVV-gebouw dat de contouren van de oude vuurtoren suggereert.
Nieuwpoort · 
Oostende · 
Blankenberge · 
Zeebrugge · 
Heist Laag · 
Heist Hoog · 
Knokke